# Dinastia Salică
Dinastia Salică a fost o dinastie medievală din Sfântul Imperiu Roman de Națiune Germană (1024–1125), cunoscută și ca Dinastia Franconă întrucât membrii familiei erau duci de Franconia. Toți acești regi au fost încoronați totodată regi ai Sfântului Imperiu Roman (1027-1125).
După moartea ultimului duce al Saxoniei din dinastia Ottonilor (1024), titlul de rege german și după trei ani și cel de principe elector al împăratului romano-german au fost conferite primului monarh din dinastia salică în persoana lui Conrad al II-lea cel Bătrân (Konrad der Ältere), fiul unic al contelui Henric de Speyer (Heinrich von Speyer) cu Adelaida de Alsacia (Adelheid von Metz). În acea epocă, ținuturile Speyergau și Alsacia erau provincii ale Franconiei. Conrad a fost ales rege german în 1024 și încoronat împărat al Sf. Imperiu la 26 martie 1027.
Cei patru regi din dinastia salică — Conrad al II-lea (Konrad II), Henric al III-lea (Heinrich III), Henric al IV-lea (Heinrich IV) și Henric al V-lea (Heinrich V) — au condus imperiul german între 1027 și 1125 și au consolidat o monarhie devenită putere europeană majoră. Ei au impus dezvoltarea unui sistem administrativ bazat pe clasa demnitarilor publici răspunzători în fața monarhului.

## Origini

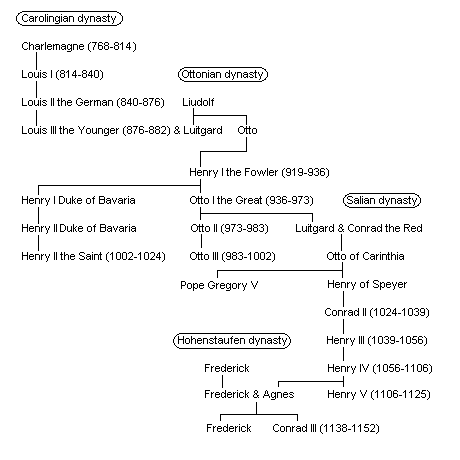
Arborele genealogic al dinastiei saliene

Werner de Worms și fiul său, ducele Conrad cel Roșu (Konrad der Rote) de Lorena (mort în 955), au fost întemeietorii dinastiei vechi. Conrad cel Roșu s-a căsătorit cu Liutgarda, o fiică a împăratului Otto I cel Mare, iar fiul lor, Otto I de Carintia a condus ducatul Carintia în anii 978-1004.
Otto de Carintia a avut trei fii: Bruno, devenit papă cu numele Grigore al V-lea, Conrad și Henric (Heinrich von Speyer) conte de Speyer. Acesta a fost tatăl primului împărat salian, Conrad al II-lea.
Papa Leon al IX-lea (1049-1054) avea și el legături de familie cu dinastia: bunicul său Ugo al III-lea era fratele Adelaidei, bunica lui Henric al III-lea.

## Conducerea Imperiului
Primii salieni au datorat mult din succesul lor alianței cu Biserica Catolică, politică inițiată de împăratul Otto I, care le-a dat sprijin material la supunerea ducilor rebeli. Totuși, cu timpul, Biserica a regretat această relație apropiată. Alianța s-a destrămat în 1075, moment cunoscut ca începutul luptei pentru învestitură, dispută în care papa reformist de atunci, Grigore al VII-lea, i-a cerut lui Henric al IV-lea să renunțe la drepturile asupra Bisericii imperiale. Papa a combătut totodată ideea de monarhie divină și a obținut sprijinul acelor nobili germani care urmăreau limitarea absolutismului imperial. Papalitatea a interzis ierarhilor Bisericii, sub amenințarea cu excomunicarea, să-l mai susțină pe Henric. În cele din urmă, în 1077, Henric s-a văzut nevoit să plece la Canossa, în Italia de Nord, pentru penitență și pentru a obține absolvirea de la papă. În pofida gestului de umilință, împăratul a reluat învestitura laică (numirea demnitarilor Bisericii de către autoritatea laică) și a manevrat lucrurile în așa fel, încât în 1080 a apărut un antipapă, cu numele (Clement al III-lea).
Divergența dintre monarhul imperial german și papalitate a dus la un război, care a slăbit puterea imperiului german din 1077 până la încheierea concordatului de la Worms, în 1122. În baza concordatului, papa era autoritatea îndrituită să numească în funcții pe înalții ierarhi ai clerului, însă regele german avea drept de veto în alegerile făcute de papă. Controlul imperial asupra Italiei a fost pierdut temporar, iar coroana imperială a devenit dependentă de sprijinul politic al facțiunilor aristocratice aflate în rivalitate.
Lipsită de sprijinul foștilor vasali, deveniți tot mai independenți, și slăbită de ostilitatea crescândă a Bisericii, monarhia imperială germană și-a pierdut rolul central. Astfel, lupta pentru învestitură a dus la întărirea puterilor regionale în cadrul imperiului german, această evoluție fiind în contrast puternic cu tendința din Franța și Anglia, unde puterea regală devenea tot mai centralistă.
Primul monarh din familia de Hohenstaufen, Conrad al III-lea a fost nepot de fiu al împăratului salian Henric al IV-lea. Moștenirea teritoriilor familiei saliene a fost preluată de Agnes de Waiblingen, fiica lui Henric al IV-lea și sora lui Henric al V-lea: prima sa căsătorie a dus la ridicarea ulterioară a familiei Hohenstaufen la rang imperial, iar cea de a doua la cariera potentaților familiei ducilor de Babenberg din arhiducatul Austriei.